# Megadontognathus kaitukaensis
Megadontognathus kaitukaensis és una espècie de peix pertanyent a la família dels apteronòtids.

## Descripció
- Pot arribar a fer 16 cm de llargària màxima.[5]

## Hàbitat
És un peix d'aigua dolça, bentopelàgic i de clima tropical.

## Distribució geogràfica
Es troba a Sud-amèrica: el riu Xingu (Pará, el Brasil).

## Observacions
És inofensiu per als humans.